# El diario de Bridget Jones
El diario de Bridget Jones (en inglés Bridget Jones's Diary) es una película británica de comedia romántica de 2001, basada en la novela homónima de Helen Fielding. La adaptación, dirigida por Sharon Maguire, fue protagonizada por Renée Zellweger como Bridget, Hugh Grant como el agresivo Daniel Cleaver y Colin Firth como Mark Darcy. La película tuvo tres secuelas: Bridget Jones: The Edge of Reason (2004), Bridget Jones's Baby (2016) y Bridget Jones: Mad About the Boy (2025).
Antes de que la cinta fuera estrenada, se creó una controversia dada la selección de la estadounidense Zellweger, interpretando a un personaje considerado una heroína británica. Sin embargo, su actuación es considerada de gran calidad.[cita requerida]
Helen Fielding ha declarado en varias entrevistas que su novela está basada en Orgullo y Prejuicio de Jane Austen,  y su popular adaptación de la BBC en 1995. Esto también se vio reflejado cuando Colin Firth fue elegido como Mark Darcy, ya que él había realizado el papel del señor Darcy "real" en la miniserie Orgullo y prejuicio.
La directora de la película, Sharon Maguire, es amiga de Fielding, y el personaje de "Shazzer" está basado en ella. Este personaje fue interpretado por Sally Phillips. Kate Winslet también tuvo una audición para el papel de Bridget y fue considerada para interpretarlo, pero después fue descartada dado que era demasiado joven (25 años en el momento de la audición) para interpretar a Bridget.
La película incluye cameos de Salman Rushdie y Jeffrey Archer.

## Argumento
Bridget Jones (Renée Zellweger) es una mujer londinense de 32 años llena de complejos y cuya vida sentimental está en perpetua crisis. Trabaja en una editorial y ve cómo sus noches pasan solitarias junto a su sofá, viendo la televisión, bebiendo y fumando. Bridget trata día a día de ser feliz teniendo como único consuelo a sus excéntricos amigos, Shazza (Sally Phillips), Jude (Shirley Henderson) y Tom (James Callis), que le recomiendan libros de autoayuda y le brindan consejos para conseguir pescar al hombre que sea el verdadero amor de su vida.
El día de Año Nuevo, Bridget despierta con una resaca considerable y un panorama desolador. Con grandes propósitos para el año que comienza, Bridget decide empezar a controlar su vida por lo que decide hacer una resolución: encontrar un novio que valga la pena, bajar de peso, así como dejar de fumar y beber alcohol. Para ello, empieza a registrar su día a día en un diario que empieza a escribir.
Ese año Bridget acudirá una vez más a la comida que hacen sus padres (Gemma Jones y Jim Broadbent) para un grupo de sesentones que se divierten mortificándola y recordándole que a su edad todavía no ha encontrado marido. A la fiesta de este año está invitado Mark Darcy (Colin Firth), un abogado divorciado y viejo amigo de la familia, al que su madre considera perfecto para ella. Sin embargo, Bridget lo menosprecia ya que le recuerda que a sus cuatro años ella jugaba desnuda en una piscina inflable, cuando apenas eran unos niños. Además, lo consideraba "maleducado, apático y aburrido". De vuelta a la rutina de su trabajo en la editorial, Bridget descubre que su jefe, Daniel Cleaver (Hugh Grant), un reconocido seductor, empieza a flirtear con ella mandándole unos comprometedores correos electrónicos hasta finalmente pedirle una cita. Daniel le explica a Bridget que Mark le había robado su novia cuando estaban en la universidad, y esto influye aún más en el odio de Bridget siente hacia Mark. La desesperación de Bridget por no terminar como Glenn Close en Atracción Fatal, le hará caer en el juego de Daniel.
Todo va de maravilla con su nuevo "novio" Daniel, hasta que en una visita inesperada de Bridget a su casa, lo descubre con otra chica. Devastada, Bridget reacciona a tiempo para abandonar su trabajo y conseguir otro empleo, esta vez, de reportera. Pero como siempre, su inseguridad y poca confianza en sí misma le jugarán una mala pasada. El "detestable" Mark aparece de nuevo y le consigue una entrevista con un importante refugiado político. Darcy no solo le salva el cuello, sino que la convierte en la reportera estrella del canal de noticias. Luego, Mark aparece en su casa y cenan juntos con los amigos de Bridget. Pero Daniel aparece de sorpresa para tratar de reconciliarse con ella. Sin embargo, Mark no esconde sus celos y se enfrasca en una pelea con Daniel. Finalmente, Bridget vuelve a rechazar a su ex ‘novio’. Pero se aferra a seguir detestando a Mark. Sin embargo, descubre por boca de su propia madre que Daniel era el que le había robado la novia a Darcy y no al revés. Bridget acude a una reunión de los padres de Mark, y aprovecha para disculparse y declararle sus sentimientos. Sin embargo, momentos después, se entera de su próximo compromiso con Natasha (Embeth Davidtz), una colega de su despacho. A punto de irse con sus amigos a París, Mark aparece de nuevo en su casa, pero al ojear su diario, se entera de que Bridget le odiaba y no le gustaba. Mark sale a toda prisa a comprar un nuevo diario, pero Bridget lo alcanza y se disculpa nuevamente, dándole un beso en mitad de la calle.

## Reparto
- Renée Zellweger - Bridget Jones
- Colin Firth - Mark Darcy
- Hugh Grant - Daniel Cleaver
- Gemma Jones - Pamela "Pam" Jones
- Jim Broadbent - Colin Jones
- Celia Imrie - Una Alconbury
- James Faulkner - Tío Geoffrey
- Shirley Henderson - Jude
- James Callis - Tom
- Sally Phillips - Sharon
- Embeth Davidtz - Natasha Glenville
- Paul Brooke - Kenneth Fitzherbert
- Felicity Montagu - Perpetua
- Salman Rushdie (cameo) - Él mismo
- Jeffrey Archer (cameo) - Él mismo

## Banda sonora
La banda sonora de la película incluye dos canciones que fueron promocionadas como sencillos, "Out of Reach", de Gabrielle, e "It's Raining Men", de Geri Halliwell. Robbie Williams contribuyó con dos canciones a la banda sonora y Sheryl Crow contribuyó con una.
1. "Killin' Kind" de Shelby Lynne.
2. "Kiss That Girl" de Sheryl Crow.
3. "Love" de Rosey.
4. "Have You Met Miss Jones?" de Robbie Williams.
5. "All by Myself" de Jamie O'Neal.
6. "Just Perfect" de Tracy Bonham.
7. "Dreamsome" de Shelby Lynne.
8. "Not Of This Earth" de Robbie Williams.
9. "Out of Reach" de Gabrielle.
10. "Someone like You" de Van Morrison.
11. "It's Raining Men" de Geri Halliwell.
12. "Stop, Look, Listen (To Your Heart)" de Diana Ross y Marvin Gaye.
13. "I'm Every Woman" de Chaka Khan.
14. "Pretender Got My Heart" de Alisha's Attic.
15. "It's Only A Diary" de Patrick Doyle.

### Otras canciones
Otras canciones en la película no incluidas en la banda sonora incluyen:
- "Magic Moments" de Perry Como.
- "Can't Take My Eyes Off You" de Andy Williams.
- "Respect" de Aretha Franklin.
- "Without You" de Renée Zellweger.
- "Ring Ring Ring" de Aaron Soul.
- "Don't Get Me Wrong" de The Pretenders.
- "Peter Gunn" de Art of Noise.
- "Up, Up and Away" de The 5th Dimension.
- "Every Bossa"
- "Me and Mrs. Jones" de The Dramatics.
- "Fly Me to the Moon" de Julie London.
- "Woman Trouble" de Artful Dodger.
- "Christmas Green"
- "Ain't No Mountain High Enough" de Diana Ross.
- "I Believe in a Thing Called Love" de The Darkness.

## Medios domésticos
La película fue lanzada en VHS y DVD en 2001 con el lanzamiento de VHS del Reino Unido que contiene más de 35 minutos de material adicional que incluye: escenas eliminadas, entrevistas exclusivas, guía de Bridget para "hacerlo bien". También hubo un VHS del Reino Unido de "The Making of Bridget Jones". En 2011, se lanzó un Blu-ray de la película. Una edición de coleccionista de la película fue lanzada en 2004 en DVD con nuevo material adicional que incluye; The Bridget Phenomenon, The Young And The Mateless, Portrait Of The Makeup Artist, Spots de televisión nacionales e internacionales, Bridget Jones's Diary Reviews y A Guide to Bridget Britishism.

## Secuelas
Saga fílmica de Bridget Jones's Diary:
- Bridget Jones: The Edge of Reason (2004)
- Bridget Jones's Baby (2016)
- Bridget Jones: Mad About the Boy (2025)